# بندخان
بندخان هي مدينة ومركز مقاطعة بندخان في ولاية صرخنداريا في أوزبكستان.